# Neoplynes cytheraea
Neoplynes cytheraea là một loài bướm đêm thuộc phân họ Arctiinae, họ Erebidae.